# Thevet-Saint-Julien
Thevet-Saint-Julien és un municipi francès, situat al departament de l'Indre i a la regió de Centre – Vall del Loira. L'any 2007 tenia 482 habitants.

## Demografia

### Població
El 2007 la població de fet de Thevet-Saint-Julien era de 482 persones. Hi havia 208 famílies, de les quals 68 eren unipersonals (24 homes vivint sols i 44 dones vivint soles), 52 parelles sense fills, 72 parelles amb fills i 16 famílies monoparentals amb fills.
La població ha evolucionat segons el següent gràfic:
Habitants censats

### Habitatges
El 2007 hi havia 265 habitatges, 211 eren l'habitatge principal de la família, 20 eren segones residències i 34 estaven desocupats. 247 eren cases i 10 eren apartaments. Dels 211 habitatges principals, 163 estaven ocupats pels seus propietaris, 47 estaven llogats i ocupats pels llogaters i 1 estava cedit a títol gratuït; 3 tenien una cambra, 15 en tenien dues, 36 en tenien tres, 61 en tenien quatre i 97 en tenien cinc o més. 168 habitatges disposaven pel capbaix d'una plaça de pàrquing. A 101 habitatges hi havia un automòbil i a 85 n'hi havia dos o més.

### Piràmide de població
La piràmide de població per edats i sexe el 2009 era:
| Homes | Edats   | Dones |
| ----- | ------- | ----- |
| 0     | 95 o +  | 0     |
| 4     | 90 a 94 | 0     |
| 0     | 85 a 89 | 12    |
| 0     | 80 a 84 | 0     |
| 8     | 75 a 79 | 12    |
| 16    | 70 a 74 | 28    |
| 8     | 65 a 69 | 16    |
| 28    | 60 a 64 | 16    |
| 4     | 55 a 59 | 12    |
| 8     | 50 a 54 | 8     |
| 12    | 45 a 49 | 28    |
| 20    | 40 a 44 | 12    |
| 12    | 35 a 39 | 32    |
| 12    | 30 a 34 | 4     |
| 12    | 25 a 29 | 12    |
| 12    | 20 a 24 | 4     |
| 16    | 15 a 19 | 4     |
| 12    | 10 a 14 | 28    |
| 16    | 5 a 9   | 4     |
| 12    | 0 a 4   | 12    |

## Economia
El 2007 la població en edat de treballar era de 290 persones, 206 eren actives i 84 eren inactives. De les 206 persones actives 189 estaven ocupades (106 homes i 83 dones) i 18 estaven aturades (6 homes i 12 dones). De les 84 persones inactives 32 estaven jubilades, 27 estaven estudiant i 25 estaven classificades com a «altres inactius».

### Ingressos
El 2009 a Thevet-Saint-Julien hi havia 203 unitats fiscals que integraven 433 persones, la mediana anual d'ingressos fiscals per persona era de 13.795 €.

### Activitats econòmiques
Dels 11 establiments que hi havia el 2007, 1 era d'una empresa extractiva, 2 d'empreses alimentàries, 2 d'empreses de comerç i reparació d'automòbils, 1 d'una empresa de transport, 1 d'una empresa d'hostatgeria i restauració, 1 d'una empresa financera, 1 d'una empresa immobiliària, 1 d'una empresa de serveis i 1 d'una empresa classificada com a «altres activitats de serveis».
Dels 3 establiments de servei als particulars que hi havia el 2009, 1 era una oficina de correu, 1 funerària i 1 perruqueria.
Dels 3 establiments comercials que hi havia el 2009, 1 era un supermercat, 1 una botiga de menys de 120 m² i 1 una fleca.
L'any 2000 a Thevet-Saint-Julien hi havia 43 explotacions agrícoles que ocupaven un total de 2.178 hectàrees.

## Equipaments sanitaris i escolars
El 2009 hi havia una escola elemental integrada dins d'un grup escolar amb les comunes properes formant una escola dispersa.

## Poblacions més properes
El següent diagrama mostra les poblacions més properes.